# Полленфельд
Полленфельд (нем. Pollenfeld) — община в Германии, в земле Бавария. 
Подчиняется административному округу Верхняя Бавария. Входит в состав района Айхштетт. Подчиняется управлению Айхштетт. Население составляет 2813 человек (на 31 декабря 2010 года). Занимает площадь 45,66 км².
Коммуна подразделяется на 6 сельских округов.

## Население
По оценке на 31 декабря 2015 года население общины Полленфельд составляет 2836 чел. 

| Дата      | 1840 | 1871 | 1900 | 1925 | 1939 | 1950 | 1961 | 1970 | 1987 | 2011 |
| --------- | ---- | ---- | ---- | ---- | ---- | ---- | ---- | ---- | ---- | ---- |
| Население | 1438 | 1477 | 1605 | 1738 | 1773 | 2084 | 1921 | 1984 | 2378 | 2745 |

| Год       | 1960 | 1970 | 1980 | 1990 | 2000 | 2009 | 2010 | 2011 | 2012 | 2013 | 2014 | 2015 |
| --------- | ---- | ---- | ---- | ---- | ---- | ---- | ---- | ---- | ---- | ---- | ---- | ---- |
| Население | 1879 | 2026 | 2242 | 2482 | 2785 | 2796 | 2813 | 2783 | 2780 | 2792 | 2824 | 2836 |